# Sóng biển (chiến thuật kỵ binh)

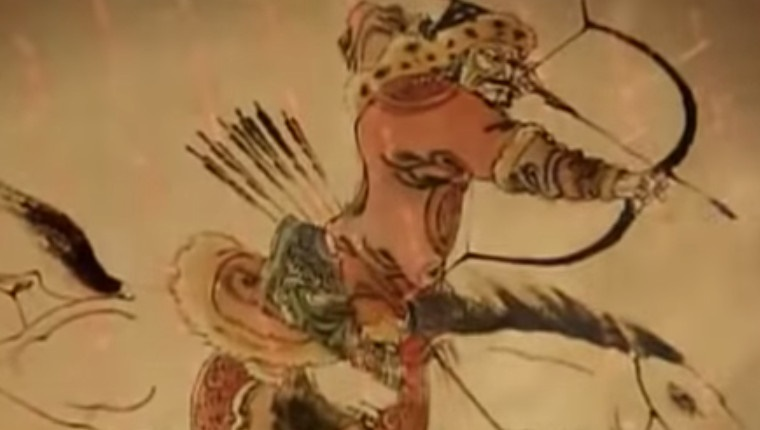
Cung thủ kỵ binh Mông Cổ trong tư thế chuẩn bị bắn.

Sóng biển là một chiến thuật kỵ binh của quân Mông Cổ vào thế kỷ 13, chiến đấu theo cách bao vây đội hình quân đối phương bằng bố trí kỵ binh theo tuyến dài, thực hiện chiến đấu bao vây linh hoạt. Khi quân thù mạnh hơn họ sẽ phân tán, khi thời điểm chiến đấu thích hợp họ sẽ hợp lại và tiến hành bao vây quân đối phương. Chỉ với 100 kỵ binh có thể bao vây 1.000 người, và 1.000 kỵ binh có thể triển khai trong một tuyến dài hơn 30 dặm.

## Nền tảng huấn luyện
Trẻ con Mông Cổ từ lúc nhỏ đã quen với việc ngồi trên yên ngựa. Lên ba tuổi, người mẹ đặt con mình lên yên ngựa, buộc nó vào lưng ngựa. Khi được bốn, năm tuổi, đứa trẻ nhận cây cung đầu tiên của mình. Và từ đó, nó dành phần lớn thời gian trên yên ngựa để săn bắn và chiến đấu. Trong các chiến dịch quân sự, người Mông Cổ có thể ngủ trong yên ngựa, nhờ đó đạt được tốc độ di chuyển cao của quân đội. Các chiến binh Mông Cổ được biết đến về sức chịu đựng phi thường. Vì vậy, Marco Polo báo cáo rằng người Mông Cổ, nếu cần, họ có thể đi mà không có thức ăn nóng trong mười ngày. Ngoài ra, nếu cần thiết, một chiến binh có thể uống máu con ngựa của mình bằng cách mở tĩnh mạch ở cổ của ngựa. Từ thời thơ ấu đã quen với chiến tranh, các chiến binh Mông Cổ đã sở hữu nhiều loại vũ khí và bắn thành thạo cung tên.
Trong thời gian huấn luyện, chiến binh Mông Cổ thực hành như một cuộc săn bắn, trong đó giống như một cuộc huấn luyện quân sự. Mùa săn bắn đến, lúc đó người Mông Cổ mài giũa kỹ năng điều động và kỹ năng môi trường, khởi đầu cho mùa đông. Người Mông Cổ hình thành một vòng tròn các cuộc đột kích xung quanh một lãnh thổ rộng lớn, được xác định là để săn bắn, dần dần trong vòng một đến ba tháng đưa trò chơi đến trung tâm đế quốc, nơi có đại hãn ở đó. Ở giai đoạn cuối cùng của cuộc săn bắn, khi vòng vây hình tròn khép lại, anh ta bị buộc dây quanh chu vi bằng dây thừng. Việc tiêu diệt những con vật bị nhốt bắt đầu từ hãn, người sẽ vào vòng tròn bên trong, theo sau là các hoàng tử và sau đó là những chiến binh thông thường. Guillaume de Rubruk mô tả cuộc săn bắn của người Mông Cổ như sau: Khi họ muốn săn thú, họ tập hợp lại với số lượng lớn, bao quanh một địa hình, nơi họ biết rằng có những con vật, và họ dần dần đến gần chúng, cho đến khi các con vật bị khép lại với nhau như thể trong một vòng tròn, và sau đó họ tấn công chúng bằng những mũi tên.

## Sử dụng chiến thuật
Chiến thuật này liên quan đến lối chiến đấu theo hình thức tác chiến cơ động, sử dụng kỵ binh linh hoạt. Liên tục chiến đấu giữ khoảng cách với quân đối phương không để họ tiếp cận, vũ khí sử dụng chủ yếu là cung và loại bỏ quân đối phương bằng việc tấn công bằng cung, sử dụng mũi tên giết họ từng người một, quân Mông Cổ thành thạo trong việc vừa cỡi ngựa chiến đấu vừa thành thạo bắn cung tên. Khi quân đối phương cố gắng tiếp cận, quân Mông Cổ sẽ rút lui về phía sau, và chiến đấu theo chiến thuật kỵ binh vừa chạy vừa bắn.
Trong một số trường hợp, họ giả vờ rút lui, khi quân đối phương truy đuổi, pháo binh và bộ binh đối phương do chậm chạp sẽ rơi lại tuyến sau, kỵ binh truy đuổi sẽ lao lên trước và vì vậy dễ dàng bị tiêu diệt bởi lực lượng này đã tách với đội hình kết hợp. Kỵ binh rơi vào điểm phục kích bị kỵ binh Mông Cổ dẫn dụ, bộ binh Mông Cổ sẽ đón đánh lực lượng theo đuổi này trong một trận đánh sáp lá cà.
Chiến thuật này khai thác tối đa lợi thế và tài năng cưỡi ngựa, cũng như bắn cung của người Mông Cổ. Với dân số và quân số ít ỏi hơn các nước mà Mông Cổ chinh phục, như việc so sánh 1 triệu người Mông Cổ với 100 triệu người của Tống, để tránh tổn thất quân sự bất lợi với các dân tộc đông đảo, cận chiến trong các trận đánh lớn không phải là lối đánh yêu thích của người Mông Cổ. Vì vậy, chiến thuật này được sử dụng phổ biến rộng khắp trong quân đội Mông Cổ, mặc dù, chiến binh Mông Cổ vẫn được trang bị vũ khí cầm tay như gươm, giáo và được huấn luyện để cận chiến. Bên cạnh đó, quân Mông Cổ sử dụng rất đa dạng các chiến thuật khác, bao gồm bộ binh, pháo binh,... Các miền đất nơi Mông Cổ chinh phục, họ đã thu nạp người các địa phương vào quân đội, thông thường là xây dựng các lực lượng bộ binh và dùng lực lượng này như lực lượng cận chiến lớn có khả năng chịu thương vong cao. Pháo binh Mông Cổ và thủy binh nhà Nguyên sau này thường được tuyển dụng chủ yếu là người Tống, họ chiếm phần đông quân viễn chinh Mông Cổ. Trong trường hợp xâm lược Nhật Bản, thủy binh nhà Nguyên chủ yếu là người Tống và Triều Tiên.